# Mąka orkiszowa
Mąka orkiszowa – rodzaj mąki pszennej otrzymywany z pszenicy orkisz. Zawiera dużo błonnika, żelaza i nienasyconych kwasów tłuszczowych.

## Podstawowe typy mąk orkiszowych w Polsce
Opracowano na podst. materiału źródłowego.
| Typ         | Nazwa    | Zastosowanie                                                        |
| ----------- | -------- | ------------------------------------------------------------------- |
| 630 lub 680 | jasna    | wykorzystywana do wypieku wyrastających ciast oraz jasnego pieczywa |
| 1100        | chlebowa |                                                                     |
| 2000        | razowa   | stosowana w wyrobie pieczywa z wysoką ilością błonnika              |